# Torymus vallisnierii
Torymus vallisnierii is een vliesvleugelig insect uit de familie Torymidae. De wetenschappelijke naam is voor het eerst geldig gepubliceerd in 1901 door Cameron.